# Igrejas Cristãs Congregacionais
As Igrejas Cristãs Congregacionais (ICC) (em inglês Congregational Christian Churches) formaram uma denominação cristã, em 1931, nos Estados Unidos, pela fusão da Conexão Cristã (um grupo do Movimento Campbelita) e o Conselho Nacional das Igrejas Congregacionais dos Estados Unidos.
Em 1957, as ICC se uniram à Igreja Reformada e Evangélica para formar a atual Igreja Unida de Cristo.

## Estatísticas
Em 1931, o ano da sua formação, a ICC era formada por 910.828 membros. A denominação cresceu continuamente, atingindo 1.436.884 membros e 5.402 igrejas na data em que se fundiu com a Igreja Reformada e Evangélica para formar a atual Igreja Unida de Cristo.